# Maccabi București
Il Maccabi o Macabi București, successivamente noto come Ciocanul, è stata una società polisportiva rumena che rappresentava la comunità ebraica, simile al famoso Hakoah di Vienna. Chiamata così in relazione ai Maccabei ed incentrata sulle competizioni calcistiche, fu la prima squadra ebraica a mandare un giocatore, il portiere Samuel Zauber, ai campionati mondiali di calcio (alla loro edizione del 1930 in Uruguay).

## Storia
Il Maccabi București fu fondato nel 1919 da un imprenditore ebreo in un tempo in cui le rappresentanze delle minoranze etniche della Grande Romania istituivano distinte squadre calcistiche (un altro esempio del genere fu l'Elpis Constanța, posseduto da un uomo d'affari greco-rumeno). Nel 1925, una squadra femminile di pallamano di sette componenti fu inaugurata come branca del club, ma, come tutte le squadre rumene del tempo, giocò solo amichevoli (di solito, prima di importanti partite competitive).
Prima della stagione 1940-1941, quando la Romania adottò delle politiche antisemite, il club fu espulso dalle competizioni ufficiali. Riemerse nel 1945 alla fine della Seconda guerra mondiale, e mantenne il suo nome prima di fondersi con un altro club per formare il Ciocanul.
Come Ciocanul, il club prese parte a due stagioni della Divizia A. Il primo fu concluso al settimo posto mentre il secondo al penultimo posto che valse la retrocessione. Nel maggio del 1948 si unì all'Unirea Tricolor București, creando uno dei maggiori club rumeni tuttora esistenti, la Dinamo Bucarest, che fu diretta dal Ministro degli Interni. Durante la stagione 1947-1948 rimasero due club separati: Dinamo A (Ciocanul) e Dinamo B (Unirea-Tricolor).

## Palmarès

### Competizioni nazionali
- Liga II: 1

1934-1935

### Altri piazzamenti
- Liga II:

Secondo posto: 1938-1939